# Tihomir Pop Asanović
Tihomir »Pop« Asanović, hrvaški klaviaturist in skladatelj, * 16. november 1948, Skopje.
Tihomir Pop Asanović je klaviaturist, ki je v 70. in začetek 80. let sodeloval in igral v različnih jugoslovanskih zasedbah in z njimi gostoval po vsem svetu. Med turnejo z Boškom Petrovićem v Berlinu, je bil proglašen za najboljšega jazz organista v Evropi.

## Kariera
Klaviaturist Tihomir Pop Asanović je srednjo glasbeno šolo končal v Skopju. S šestnajstimi leti je začel nastopati z Velikim plesnim orkestrom RTV Skopje. Ko je bil star 18 let je odšel v Nemčijo, kjer je eno leto nastopal s skupino "Montenegro Five", nato pa se je srečal s skupino "The Generals" in z njimi koncertiral v Švici, kjer se je skupini pridružil tudi Janez Bončina - Benč. Leta 1971 se je s skupino The Generals vrnil v domovino, kjer je skupina sodelovala na Adriatic Showu, ki ga je organiziral Vladimir Mihaljek - Miha.
Istočasno je igral z Boškom Petrovićem na raznih jazz festivalih. Na osnovi teh koncertov ga je časopis Jazz Podium proglasil za četrtega najboljšega jazz organista v Evropi. Konec leta 1971 pa so Generalsi razpadli. Istega leta se je Asanović pridružil skupini Time, ki so jo poleg njega še sestavljali Dado Topić, Ratko Divjak, Vedran Božić, Mario Mavrin in Brane Lambert Živković. Skupina je takoj začela z delom in leta 1972 so izdali svoj prvi album Time. Po izdaji tega albuma je Janez Bončina Asanovića povabil v novo skupino September, ki so jo še sestavljali Petar Ugrin, Čarli Novak, Braco Doblekar in Ratko Divjak, ki je zapustil skupino Time. Vmes se je formirala še Jugoslovanska Pop Selekcija, ki so jo sestavljali sami odlični instrumentalisti s področja takratne Jugoslavije. S Pop Selekcijo je Asanović na Svetovnem festivalu mladine v Berlinu leta 1973 izvedel skladbo »Berlin«, za katero je prejel nagrado. Skladba je izšla na kompilacijski plošči festivala. Leta 1975 je na pobudo Đorđa Novkovića izšla edina plošča Pop Selekcije Slatka Lola.
V letu 1973 je Asanović na koncerih nastopal z YU grupo in skupino Smak. Sledeče leto je posnel solo ploščo Majko Zemljo, na kateri so peli Josipa Lisac, Nada Žgur, Doca Marolt, Dado Topić in Janez Bončina, igrali pa Dragi Jelić (kitara), Mario Mavrin (bas), Ratko Divjak (bobni), Petar Ugrin (trobenta), Braco Doblekar (konge), Stanko Arnold (trobenta) in vodilni zagrebški glasbeniki. Poleg Asanovića so bili avtorji skladb tudi Janez Bončina, Dado Topić in Miljenko Prohaska. Prodanih je bilo 200.000 do 250.000 izvodov tega albuma . Leta 1976 je Asanović posnel in izdal svojo drugo solo ploščo Pop, za katero je skladbe pisal z Dadom Topićem, na plošči pa sta pela Zdenka Kovačiček in Janez Bončina.
S skupino September je Asanović posnel dve LP plošči in tri single. S skupino je koncertiral v Sovjetski zvezi, ZDA, na Kubi in Vzhodni Nemčiji. Drugi album Domovina moja je skupina posnela na turneji po ZDA, ki je trajala 7 mesecev. Skupina je razpadla leta 1979.
Asanović je v sedemdesetih letih ustvaril renome instrumentalista, ki je redno igral z jazz glasbeniki ali po turnejah v ZSSR kot član raznih skupin, med katerimi je bila tudi skupina Pro arte. Zatem se je umaknil s scene in se usmeril v trgovino z glasbili.

## Diskografija

### Solo
- Majko Zemljo (1974)
- Pop (1976)
- Povratak prvoj ljubavi/Return to the First Love (2019)

### S skupino Time
- Time (1972)
- Time II (1975)
- Time & Dado Topić (1996)
- Vrijeme (2000)
- The Ultimate Collection (2007)

### S skupino September
Studijska albuma
- Zadnja avantura (1976)
- Domovina moja (1979)

Kompilacijski albumi
- BOOM '76 (kompilacija, 1976)
- Randevu s muzikom (kompilacija, 1977)
- The Best of September (kompilacija, 2003)

Singli
- "Luduj s nama" (1976)
- "Prle upeco ribu" (1977)
- "Domovino moja" (1978)

### Z Jugoslovansko pop selekcijo
- Slatka Lola (1975)